# Metcalfiella nigrihumera
Metcalfiella nigrihumera är en insektsart som beskrevs av Mckamey. Metcalfiella nigrihumera ingår i släktet Metcalfiella och familjen hornstritar. Inga underarter finns listade i Catalogue of Life.